# Torkwes

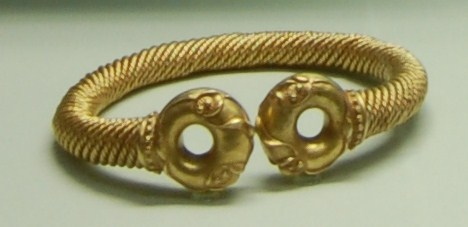
Złoty torkwes celtycki z Anglii (II-I w. p.n.e.)

Torkwes (łac. torquēs, gr. στρεπτός) – w kulturach starożytnych kolisty, sztywny (nieelastyczny), otwarty naszyjnik bądź obręcz na szyję o pogrubionych zdobnych zakończeniach. 
Najczęściej skręcany (tordowany) z metalowej wstęgi lub drutu (czasem odlewany), przeważnie wykonywany z brązu lub złota, rzadziej ze srebra, niekiedy żelazny. W epoce żelaza (1000 p.n.e.–300 n.e.) torkwesy nosili m.in. europejscy Celtowie, azjatyccy Scytowie i Persowie. 
U Celtów naszyjniki te weszły w użycie od połowy V wieku p.n.e. jako zapożyczone ze Wschodu (prawdopodobnie z Persji) w wyniku zwiększonych kontaktów na gruncie wojskowym (wyprawy łupieżcze) i handlowym. Wykonywano je z zakrzywionego metalowego pręta bądź rurki (rzadziej ze skręcanego drutu), a najwspanialsze egzemplarze ze złota pochodzą z wczesnego okresu lateńskiego (poł. V–kon. IV wieku p.n.e.), znajdowane wyłącznie w grobach kobiecych i w bogatych pochówkach wojowników.

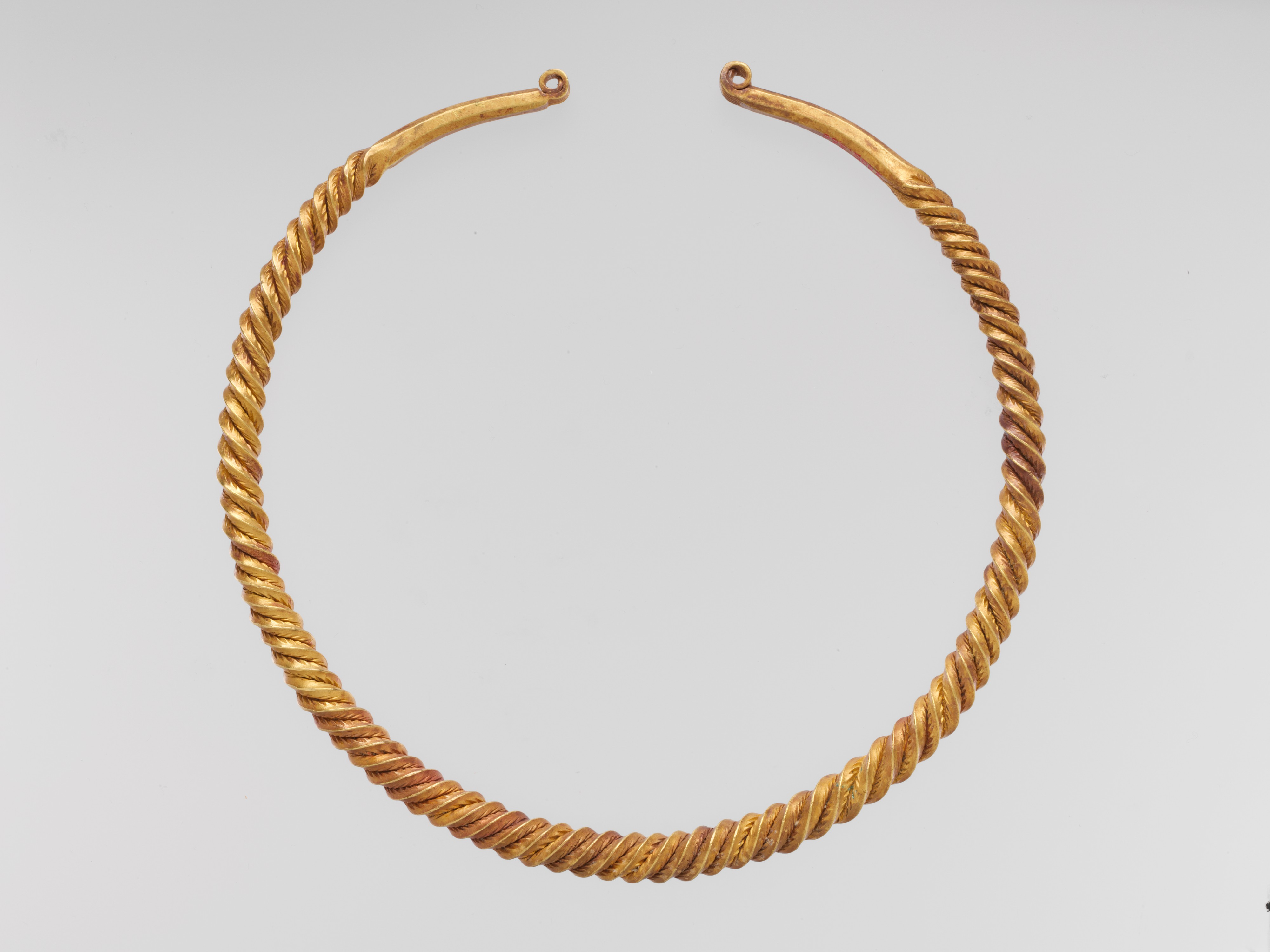
Inny typ torkwesu (VI-IV w. p.n.e.)

W społeczno-religijnej symbolice cywilizacji celtyckiej torkwes odgrywał szczególną rolę. Był atrybutem bóstw, władców, bohaterów i wojowników. Przypuszczalnie należał do niezbędnego wyposażenia arystokracji wojskowej (wojownicy stawali do walki nago, lecz w naszyjniku), co jako egzotyczny pierścień naszyjny wcześnie zwracało uwagę starożytnych Rzymian. U Celtów (Galów) początkowo był oznaką dostojeństwa i ozdobą kobiet, później jednak (od ok. III wieku p.n.e.) stał się typowym elementem stroju męskiego symbolizującym najpewniej siłę i męstwo. W okresie galorzymskim (I-V wiek n.e.) zdobiono nim niemal wszystkie wyobrażenia bogów.
Rzymianie przejęli go jako odznakę męstwa w boju przyznawaną prostym żołnierzom, zaliczaną do pomniejszych nagród wojskowych (dona militaria minora). Precedens nagradzania stworzył być może w IV w. p.n.e. konsul Tytus Manliusz, który wyzwał pewnego Celta na pojedynek, a po zwycięstwie zagarnął jego naszyjnik, który odtąd stale nosił, co zyskało mu przydomek Torquatus – zamieniony później w dziedziczne miano Torkwatusów, gałęzi rodu gens Manlia.
Najbardziej znanym ikonograficznym poświadczeniem istnienia tej charakterystycznej ozdoby jest ukazanie jej w hellenistycznym wyobrażeniu umierającego galijskiego wojownika oraz w rzeźbie tzw. wojownika z Hirschlanden. W nazewnictwie klasyczne świadectwo stanowi wspomniana antroponimiczna geneza nazwy własnej rodu Torkwatusów.